# Delma Byron
Delma Byron, (nacida Brook Byron, Condado de Weakley, Tennessee, 1913 - Leland, Kentucky, 2006) fue una actriz y bailarina estadounidense.

## Carrera
Se escapó de su casa para unirse a una revista como bailarina. No tenía ninguna experiencia profesional pero había estudiado danza a los diez años. Hizo una gira por los estados del sur y luego tomó un trabajo de modelo. Luego se convirtió en actriz e hizo giras. Fue descubierta por 20th Century Fox y tuvo la oportunidad de estar en películas.

## Filmografía parcial
- Everybody's Old Man  (1936)
- Champagne Charlie   (1936)
- Dimples   (1936)
- Lady in the Dark   (1954)

También apareció en The Untouchables, Richard Diamond, Private Detective, M Squad y otros.